# زي الشمس (مسلسل)
زي الشمس مسلسل تلفزيوني مصري درامي عُرض في عام 2019، من بطولة دينا الشربيني، من تأليف مريم نعوم، ومن إخراج سامح عبد العزيز. المسلسل مقتبس عن المسلسل الإيطالي الأخوات.

## القصة
قصة المسلسل مقتبسة من مسلسل إيطالي بعنوان (الأخوات) (Sisters) Sorelle ، تدور أحداث المسلسل في إطار الجريمة والدراما حيث تتعرض (فريدة) شقيقة المحامية (نور) للقتل على يد أحد الأشخاص، فتبدأ شقيقتها في البحث عن القاتل، وتُشير أصابع الاتهام لتورط العديد من المقربين .

## طاقم العمل
- دينا الشربيني
- احمد السعدني
- أحمد داود
- جمال سليمان
- عمر السعيد
- ريهام عبد الغفور
- سوسن بدر
- ليلى عز العرب
- أحمد مالك
- آدم محمد سمير
- ملك حسن

## هوامش
- مع بدأ ظهور أخبار عن التحضير للعمل ذكر البعض إنه سيحمل اسم (الأختين)، إلا إنه ومع الإعلان الرسمي عنه أعلن بأنه سيحمل اسم (يوم وليلة)، إلا إنه تقرر بعد ذلك تغييره ليصبح (زي الشمس).[1]
- كانت المخرجة كاملة أبو ذكري هي من تقوم بالإخراج في بداية تصوير المسلسل، إلا إنها وبسبب خلافات مع فريق العمل اعتذرت عن استكمال التصوير، ورفضت وضع اسمها على الحلقات التي تولت إخراجها، حل مكانها في الإخراج سامح عبد العزيز.[1]

## وصلات خارجية
- صفحة مسلسل زي الشمس على موقع السينما.كوم

]